# Abd al-Rahman ibn Rustum
Pour les articles homonymes, voir Rustom.
 (juin 2025).
Améliorez-le ou discutez des points à vérifier. 
Abd al-Rahman ibn Rustum est d'origine perse, de la région du Khorassan. Il s'est établi à Tiaret (Algérie) après avoir épousé une ifrenide. Quand les Ibadites de Tripoli s’emparent de Kairouan en 758, il en devient le gouverneur. Chassé de la ville par le gouverneur d’Égypte en 761 il fonde un royaume ibadite dans le Maghreb central (Algérie) avec Tahert pour capitale. En 776, Ibn Rustom est élu imam par l'ensemble des tribus berbères ibadites, fondant l'Imamat rostémide.
Après sa mort en 784, ses successeurs conservent leur indépendance du califat des Abbassides, malgré les pressions diplomatiques et militaires ainsi que les pertes de territoires, jusqu'en 909.
En 909, en proie à des crises intérieures, le chef chiite ismaélien et premier imam des Kutamas Fatimides, Obeyd Allah, met fin au royaume rostémide par l'invasion du territoire.